# Châtillon-en-Bazois
Châtillon-en-Bazois település Franciaországban, Nièvre megyében. Lakosainak száma 835 fő (2022. január 1.). Châtillon-en-Bazois Mont-et-Marré, Alluy, Brinay, Montapas, Ougny és Tamnay-en-Bazois községekkel határos.

## Népesség
A település népességének változása:
| Lakosok száma | 937  | 911  | 921  | 897  | 900  | 905  | 912  | 875  | 835  |
|               | 2013 | 2015 | 2016 | 2017 | 2018 | 2019 | 2020 | 2021 | 2022 |